# Arambala
Arambala es un distrito del municipio de Morazán Norte del departamento de Morazán, El Salvador. Tiene una población de 3.861 habitantes según censo de población de 2024.

## Historia
Los pobladores originales de este lugar fueron lencas. De acuerdo a una versión, formaban parte de una sola localidad junto a los moradores de Perquín en el sitio llamado Nahuaterique. 
En 1770 perteneció al curato de Osicala y en 1786 al Partido de Gotera. 
Hacia 1824 pasó a formar parte del departamento de San Miguel y en 1875 al de Morazán. En octubre de 1887, la municipalidad de Arambala solicitó al gobierno el establecimiento de una escuela rural en el Valle Pueblo Viejo, y por un acuerdo ejecutivo emitido el 28 de octubre se confirmó la creación de la escuela rural con un profesor que tendría el sueldo de diez pesos mensuales. En 1890 tenía 1.200 habitantes.
A mediado del mes de septiembre de 1905 ocurrió un encuentro entre los vecinos de Santa Elena, un pueblo hondureño, y los de Arambala, del cual resultaron algunos muertos y heridos; fue ocasionado por la vieja cuestión de límites entre las poblaciones fronterizas. En respuesta, la Secretaría de Relaciones Exteriores de El Salvador se dirigió en el acto a la de Tegucigalpa, comunicándole lo ocurrido y encareciendo la urgencia de firmar una convención que fije la línea divisoria entre El Salvador y Honduras.

## Información general
El municipio cubre un área de 67,6 km² y una altitud de 819 m s. n. m. El topónimo Lenca salvadoreño Arambala significa «Río de los alacranes». Sus fiestas patronales se celebran del 20 al 24 de agosto en honor de san Bartolomé. Su territorio es apto para la práctica del ecoturismo pues posee extensiones de pinos y robles, donde destaca el sitio llamado «Llano del muerto». Pertenece a la denominada «Ruta de la Paz», recorrido turístico en el departamento. En este lugar acaeció, durante la Guerra Civil Salvadoreña, la Masacre del Mozote.

## Turismo
- El río Sapo es una reserva natural única que ofrece a los visitantes aguas cristalinas de color turquesa, cascadas, pozas, áreas de acampar y una gran variedad de flora y fauna.
- El Llano del muerto es un lugar con abundante riqueza natural, lleno de bosques, ríos y montañas, que ofrece al turista un buen espacio para acampar, hacer caminatas y nadar en pozas de agua cristalina.